# Ağrı
Ağrı, antiguamente Karaköse o Karakilise (en armenio: Արարատի; en kurdo: Agirî), es la capital de la provincia de Ağrı, al este de Turquía, cerca de la frontera con Irán.

## Clima
| Parámetros climáticos promedio de Ağrı (1970-2011)             | Parámetros climáticos promedio de Ağrı (1970-2011) | Parámetros climáticos promedio de Ağrı (1970-2011) | Parámetros climáticos promedio de Ağrı (1970-2011) | Parámetros climáticos promedio de Ağrı (1970-2011) | Parámetros climáticos promedio de Ağrı (1970-2011) | Parámetros climáticos promedio de Ağrı (1970-2011) | Parámetros climáticos promedio de Ağrı (1970-2011) | Parámetros climáticos promedio de Ağrı (1970-2011) | Parámetros climáticos promedio de Ağrı (1970-2011) | Parámetros climáticos promedio de Ağrı (1970-2011) | Parámetros climáticos promedio de Ağrı (1970-2011) | Parámetros climáticos promedio de Ağrı (1970-2011) | Parámetros climáticos promedio de Ağrı (1970-2011) |
| Mes                                                            | Ene.                                               | Feb.                                               | Mar.                                               | Abr.                                               | May.                                               | Jun.                                               | Jul.                                               | Ago.                                               | Sep.                                               | Oct.                                               | Nov.                                               | Dic.                                               | Anual                                              |
| -------------------------------------------------------------- | -------------------------------------------------- | -------------------------------------------------- | -------------------------------------------------- | -------------------------------------------------- | -------------------------------------------------- | -------------------------------------------------- | -------------------------------------------------- | -------------------------------------------------- | -------------------------------------------------- | -------------------------------------------------- | -------------------------------------------------- | -------------------------------------------------- | -------------------------------------------------- |
| Temp. máx. abs. (°C)                                           | 7.8                                                | 10.2                                               | 21.5                                               | 27.2                                               | 28.0                                               | 32.6                                               | 37.6                                               | 38.2                                               | 35.0                                               | 28.2                                               | 18.9                                               | 16.0                                               | 37.6                                               |
| Temp. máx. media (°C)                                          | -5.6                                               | -3.4                                               | 2.4                                                | 12.0                                               | 18.3                                               | 24.1                                               | 29.3                                               | 29.9                                               | 25.4                                               | 17.2                                               | 7.4                                                | -1.7                                               | 12.9                                               |
| Temp. media (°C)                                               | -11.0                                              | -9.3                                               | -2.9                                               | 6.3                                                | 11.8                                               | 16.7                                               | 21.2                                               | 21.3                                               | 16.3                                               | 9.2                                                | 1.2                                                | -6.6                                               | 6.2                                                |
| Temp. mín. media (°C)                                          | -16.3                                              | -14.9                                              | -7.8                                               | 1.0                                                | 5.2                                                | 8.3                                                | 12.3                                               | 12.1                                               | 7.1                                                | 2.2                                                | -3.8                                               | -11.0                                              | -0.5                                               |
| Temp. mín. abs. (°C)                                           | -45.6                                              | -42.8                                              | -39.6                                              | -17.2                                              | -4.3                                               | -1.0                                               | 1.7                                                | 4.6                                                | -2.0                                               | -9.2                                               | -31.6                                              | -39.8                                              | -45.6                                              |
| Precipitación total (mm)                                       | 36.0                                               | 48.8                                               | 48.5                                               | 76.1                                               | 75.7                                               | 46.2                                               | 19.2                                               | 11.9                                               | 14.3                                               | 55.7                                               | 47.9                                               | 40.4                                               | 520.7                                              |
| Días de precipitaciones (≥ )                                   | 11.1                                               | 11.6                                               | 12.1                                               | 15.4                                               | 16.5                                               | 10.6                                               | 6.3                                                | 4.4                                                | 4.5                                                | 9.0                                                | 8.9                                                | 11.0                                               | 121.4                                              |
| Horas de sol                                                   | 65.1                                               | 70.6                                               | 130.2                                              | 162.0                                              | 232.5                                              | 300.0                                              | 316.2                                              | 313.1                                              | 273.0                                              | 195.3                                              | 120.0                                              | 80.6                                               | 2258.6                                             |
| Fuente: Devlet Meteoroloji İşleri Genel Müdürlüğü (1970-2011). |                                                    |                                                    |                                                    |                                                    |                                                    |                                                    |                                                    |                                                    |                                                    |                                                    |                                                    |                                                    |                                                    |

## Economía e infraestructuras
Se trata de una región muy pobre, con inviernos muy fríos. La mayoría vive de la ganadería en las laderas de las montañas. Muy pocos estudiantes logran ir a la universidad, los matrimonios entre adolescentes son la regla general y es normal que las familias tengan más de diez hijos. Fatma Salman Kotan, diputado local en el Parlamento, ha descrito la necesidad de reducir la naturaleza patriarcal de la sociedad de la región. Los soldados apostados aquí suponen negocio para los restaurantes y cafeterías de la ciudad. El contrabando a través de la frontera con Irán es también relevante.
La ciudad sólo cuenta con servicios básicos, como farmacias y colegios en los barrios; las únicas reuniones sociales se producen en las cafeterías, donde los hombres se juntan para beber té y fumar. No existen bares ni cines. Las únicas representaciones teatrales son obras itinerantes temporales subvencionadas por el Estado y que se realizan en uno de los colegios.
El monte Ararat se encuentra a 90 km al sur, cerca de la ciudad de Doğubeyazıt.